# 羊献容
羊 献容（よう けんよう）は、西晋恵帝の2番目の皇后であり、前趙皇帝劉曜の皇后。本貫は泰山郡南城県。祖父は尚書右僕射羊瑾（羊祜や羊徽瑜の従兄弟）。父は尚書右僕射羊玄之。母は車騎将軍孫旂の娘。八王の乱及びそれに続く永嘉の乱に翻弄され、波乱に富む一生を送った。前趙において献文皇后と諡された。

## 生涯

### 皇后に擁立
羊玄之と孫氏（孫旂の娘）との間に生まれた。
300年4月、趙王司馬倫が側近の孫秀と結託して政変を起こし、権勢を振るっていた恵帝の皇后賈南風を廃位し、その一派を尽く誅殺した。同年12月、賈南風に代わる新たな皇后を立てる事が朝廷で議論されると、孫旂は孫秀と同族であり大いに重用されていた事から、彼の外孫である羊献容が皇后に立てられる事となった。

### 二度目の皇后擁立
301年1月、司馬倫が帝位を簒奪し、恵帝は金墉城に幽閉されてしまった。これにより羊献容もまた皇后を廃立された。
同月、三王（斉王司馬冏・成都王司馬穎・河間王司馬顒）が司馬倫討伐を掲げて地方で決起すると、4月には左将軍王輿が洛陽城内で政変を起こし、孫秀を殺害して司馬倫を幽閉し、恵帝を再び迎え入れた。これにより恵帝は復位し、羊献容もまた再び皇后に立てられた。だが、孫旂を始めとした母方の一族は孫秀と同族であった為、みな誅殺されてしまった。

### 三度目の皇后擁立
304年2月、鄴を統治する司馬穎が朝政を専断するようになると、彼の意向により羊献容は再び皇后を廃立され、金墉城に幽閉された。
同年7月、東海王司馬越が右衛将軍陳眕・上官巳らと共に洛陽において司馬穎討伐を掲げて決起すると、彼は洛陽に駐在していた司馬穎一派を追い払い権力を掌握すると、羊献容を三度皇后に復位させた。その後、司馬越らは恵帝を奉じ、司馬穎の本拠である鄴へ向けて討伐軍を発したが、親征軍は蕩陰（現在の河南省安陽市湯陰県）において司馬穎配下の石超に大敗を喫し、恵帝の身柄は鄴の司馬穎の下に押さえられてしまった。

### 四度目の皇后擁立
同年8月、長安を統治する司馬顒は司馬越らが鄴へ侵攻した事を知ると、彼は司馬穎と結託していた為、司馬穎の援護を目的として将軍張方を洛陽へ侵攻させた。張方は洛陽を攻め落として自らの統治下に置くと、羊献容を皇后から廃立した。同月、司馬穎と対立していた都督幽州諸軍事王浚・東嬴公司馬騰が挙兵し、司馬穎討伐を掲げて鄴へ侵攻した。司馬穎はこれに抗しきれず鄴を放棄し、恵帝を伴って洛陽へ逃走して張方の庇護下に入った。
同年11月、張方は洛陽を放棄して長安への遷都を強行し、恵帝を強引に連行して長安へ向かった。だが、洛陽には留台（皇帝が都を離れた際、旧都に設置される政治機構）が置かれ、多くの朝臣は長安に向かわず洛陽に留まった。その為、朝廷の機能は長安と洛陽に分裂する事となり、洛陽朝廷の意向により、羊献容は四度皇后に立てられた。
305年4月、長安に帰還した張方は洛陽朝廷へ命を下し、羊献容を廃立して金墉城に監禁した。

### 五度目の皇后擁立
秦州刺史皇甫重は302年頃より司馬顒配下の金城郡太守游楷らと抗争状態となっており、305年に本拠である冀城が包囲されるに及び、養子の皇甫昌を派遣して司馬越へ救援を要請した。だがこの時期、司馬越は司馬顒と一時的に和解しており出兵に応じなかった。その為、皇甫昌は朝臣の楊篇と共謀し、司馬越から命令を受けたと詐称して金墉城に幽閉されていた羊献容を解放し、彼女の命を奉じて張方討伐と恵帝奪還を宣言した。事情を知らなかった百官はこの命に従ったが、やがて偽りであることが判明し皇甫昌は殺害され、目論見は失敗した。
同年11月、立節将軍周権もまた司馬越からの命令と偽り、羊献容を擁立した。これにより羊献容は五度皇后に立てられた。だが、これに反発した洛陽県令何喬は周権を攻撃して殺害し、羊献容を廃立した。

### 六度目の皇后擁立
同年、司馬顒は偽詔を発し、羊献容が政治利用されているという理由で彼女に自殺を命じ、尚書田淑がこの命令を洛陽朝廷に伝えた。だが、洛陽朝廷を運営していた司隷校尉劉暾らは反対して「羊庶人（羊献容）は離宮に軟禁されており、厳重に警備されております。姦人（邪悪な者）と乱を企むことなどありません。賢者・愚者問わずみな羊氏の冤罪を訴えており、もし枯窮の人を殺してしまえば、天下を落胆させることになり、これは国家にとって益とはいえません」と上書した。司馬顒はこれに激怒して洛陽を守る配下の呂朗に劉暾逮捕を命じたが、それを知った劉暾は先んじて青州に逃走した。この混乱により羊献容は死を免れた。
306年5月、司馬越配下の将軍祁弘・宋冑・馬纂らは長安を攻略し、司馬顒を撃ち破って恵帝を奪還した。6月、恵帝が洛陽に帰還すると、羊献容は皇后に復位した。

### 恵皇后となる
同年11月、恵帝が死去すると、羊献容は六度皇后位を去った。その後、皇太弟司馬熾が皇帝に即位する手はずとなったが、羊献容は皇太弟が即位してしまうと自らが皇太后になれない事から、元々の皇太子であった司馬覃を皇帝に立てようとした。だが、侍中華混は「皇太弟は東宮に入ってから久しく、天下も安定を望んでおります。今これを変えるべきではありません」とこれを諫めた。司馬覃もまた羊献容の求めに応じなかったので、彼女の目論見は果たされなかった。司馬熾が帝位に即くと、羊献容は恵皇后の尊号を贈られ、弘訓宮に居住する事となった。

### 劉曜に嫁ぐ
311年6月、漢（後の前趙）の征討大都督劉曜・征東大将軍王弥・前軍大将軍呼延晏らが洛陽へ襲来し、晋軍は抗し切れずに洛陽は陥落した。この事件を史書は永嘉の乱と呼ぶ。この時、羊献容は漢軍に捕らえられて漢の都である平陽に連れ去られ、劉曜に見初められてその妻となった。やがて羊献容は劉曜との間に劉煕を始め3人の子を生んだ。
318年8月、漢の大将軍靳準が平陽で反乱を起こし、漢の皇族を皆殺しとした。劉曜は長安を守っていたので難を逃れ、百官の求めに応じて皇帝に即位し、羊献容は皇后に立てられた。彼女にとって実にこれが七度目の皇后擁立となる。劉曜には正妻卜氏との間に劉胤という優秀な世子がいたが、靳準の乱により行方不明になっていたので、羊献容の実子である劉煕が皇太子に立てられた。羊献容は劉曜の寵愛を受け、後宮の取り仕切りだけでなく政治にも参画した。
ある時、劉曜は羊献容へ「朕と司馬家の男を比べたらどうかね」と問うた。羊皇后は「陛下は開業の聖主ですが、彼（恵帝）は亡国の暗夫に過ぎないので、比べるまでもありません。彼は帝王でありながら、一婦一子どころか自分の身も守ることができませんでした。妾（私）は当時、天下の男とは全てこうであるのかと思い、生きる希望も失ったものです。陛下に嫁いでから始めて天下に大丈夫がいることを知りました」と語った。これにより劉曜はますます羊献容を寵愛するようになったという。
羊皇后は度々政治に深く干渉するほどの力を持つようになったが、群臣の中にはこれを不快に思うものも多かったという。
322年、羊献容はこの世を去った。劉曜により献文皇后と諡された。
12月、劉曜は巨大な陵墓を作ると、羊献容を埋葬して墓号を顕平陵とした。

## 子女
- 清河公主（中国語版） - 恵帝との間の娘（『太平御覧』）
- 劉煕、劉襲、劉闡
いずれも劉曜との息子